# Adrianus Antonie Henri Willem König
Adrianus Antonie Henri Willem König (Maastricht, 13 februari 1867 – 's-Gravenhage, 6 februari 1944) was een Nederlands politicus.
König was een waterstaatkundig ingenieur, die in het eerste kabinet-Ruijs de Beerenbrouck minister van Waterstaat was. Hij gold als een van de zwakkere ministers en zag zijn poging om een Elektriciteitswet tot stand te brengen, mislukken. Hij werd later directeur-generaal van de PTT en daarna belast met het beheer van de waterstaat in Limburg.
König was van de periode 1906-1911 werkzaam als Ingenieur Eerste Klasse bij de te Gorinchem gelegen afdeling van Rijkswaterstaat. Hij had zich in de voorgaande periode opgewerkt van aspirant ingenieur te Den Haag, ingenieur Derde Klasse te Zutphen en ingenieur Tweede Klasse te Roermond. In die periode heeft hij onder andere het huis In den Blowen Hoet in Gorinchem ontworpen als dienstwoning voor brugwachter en sluisknecht.
- Biografisch Portaal: 83510961
- Parlement.com: vg09lljbk9wp
- Virtual International Authority File: 280996354